# Ruiten-Aa-kanaal

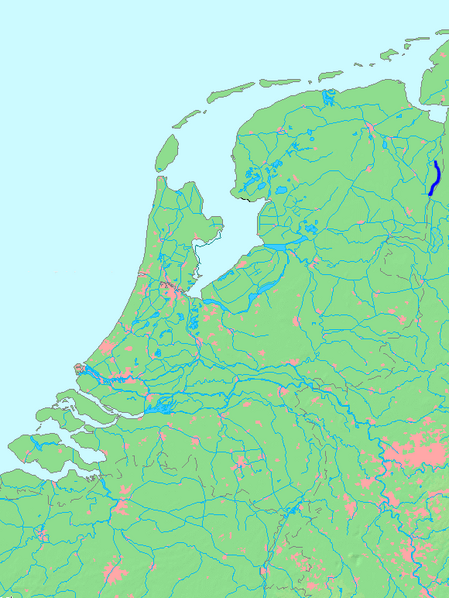
De locatie van het Ruiten-Aa-kanaal aangegeven in donkerblauw rechts boven in de kaart van Nederland

Het Ruiten-Aa-kanaal is een kanaal in Groningen tussen Veelerveen en Ter Apel in de streek Westerwolde. Het dient voor de afwatering en is tevens bevaarbaar voor recreatievaart met een beperkte diepgang en een maximale doorvaarthoogte van 2,5 meter. Bij Ter Apel staat het kanaal in verbinding met het Ter Apelkanaal en in Veelerveen komt het samen met Mussel-Aa kanaal in het B.L. Tijdenskanaal. Het Ruiten-Aa-kanaal ligt ten oosten van het riviertje de Ruiten-Aa, waarnaar het genoemd is waarvan het grotendeels de watervoerende functie heeft overgenomen. Ter hoogte van Vlagtwedder-Veldhuis, bijvoorbeeld, onderbreekt de voedingsleiding deze beek en voert het overgrote deel van het water van de Ruiten-Aa ter hoogte van Vlagtwedde in het Ruiten-Aa-kanaal. Anno 2006 zijn er plannen om de knip in de beek ongedaan te maken en tussen de Ruiten-Aa en de voedingsleiding een kraantje te plaatsen. Het waterschap Hunze en Aa's is beheerder van het kanaal.
Het Ruiten-Aa-kanaal is ontstaan op initiatief van de Vereniging ter bevordering van de kanalisatie van Westerwolde opgericht door Boelo Luijtjens Tijdens. Deze vereniging had als doel om de wateroverlast waarmee Westerwolde kampte ten gevolge van de vervening van het Bourtangerveen te bestrijden. Deze vereniging liet ing. A.J.H Bauer een plan maken waar het Ruiten-Aa-kanaal deel van uitmaakte. Het verscheen in 1893. Dit plan werd met enige aanpassingen ten uitvoer gebracht. Het Ruiten-Aa-kanaal kwam in 1920 gereed. Het had tevens een zijtak naar Bourtange en was voorzien van acht sluizen.
- Veelerveenstersluis (No II)
- Vlagtweddersluis (No III)
- Bourtangersluis (No IV)
- Wollinghuizersluis (No V)
- Jipsinghuizersluis (No VI)
- Sellingersluis (No VII)
- Zuidveldsluis (No VIII)
- Ter Apelersluis (No IX)

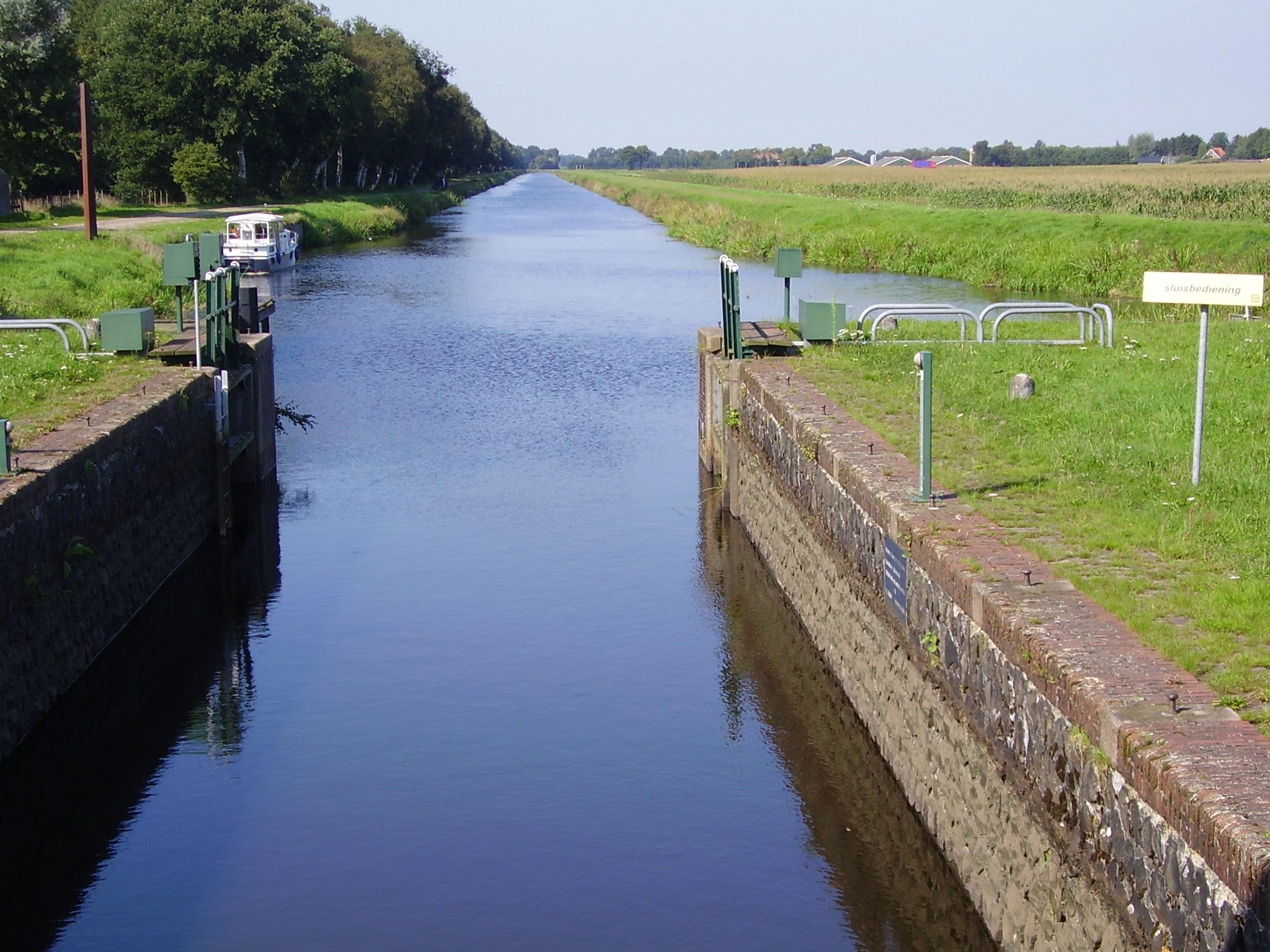
De Wollinghuizersluis in het Ruiten-Aa-Kanaal

De scheepvaart op het kanaal ondersteunde de ontginning van de heide- en veengebieden van Westerwolde. Er werd kunstmest en Dollardslib aangevoerd en landbouwproducten zoals aardappelen konden worden afgevoerd en eventueel naar de aan het kanaal gelegen aardappelmeelfabriek Westerwolde in Veelerveen worden gebracht.
Na de Tweede Wereldoorlog verloor het kanaal zijn belang voor de beroepsvaart en werd het voor de scheepvaart afgesloten en de tak naar Bourtange gedempt. In de jaren negentig van de twintigste eeuw werd in het belang van de toeristische ontwikkeling van Westerwolde het kanaal weer geopend. Het kanaal werd voorzien van zelfbedieningsluizen en -bruggen. De tak naar Bourtange werd opnieuw gegraven.
De Veelerveenstersluis was naar het noorden verplaatst zodat deze aan het B.L. Tijdenskanaal kwam te liggen waardoor het kanaal na de heropenstelling zeven sluizen telde.